# Positur
Der Begriff Positur (lat.) bezeichnet eine angenommene, zweckbedingte Körperhaltung, gelegentlich etwas überzeichnet in der Ausdrucksstärke, wenn sich jemand sprichwörtlich in Positur stellt oder vor der Kamera posiert. Die Körperhaltung soll häufig eine ganz bestimmte Symbolik zum Ausdruck bringen. Ein Maler oder Fotograf, der z. B. ein Porträt von einem Auftraggeber anfertigen soll, wird den Betreffenden sorgsam in Positur setzen, um den gewünschten Ausdruck zu erhalten.
Eine Steigerung der Positur wäre die auf ihre Wirkung berechnete, gekünstelte Pose.